# 미야노코시역
미야코노시역(일본어: 宮ノ越駅)은 일본 나가노현 기소군 기소정에 있는 도카이 여객철도 주오 본선의 역이다.

## 역 구조 및 승강장
섬식 승강장 1면 2선을 가지는 지상역. 야부하라 방면 복선, 하라노 방면 단선의 교환가능역이기도 하다. 달리, 서점쪽에 재료선과 상행선 (통칭 : 나고야 방향)의 바깥 쪽에 승강장 없는 대피선이 있다. 역사부터 승강장으로의 이동은, 하라노 역 근처에 설치되었던 과선교를 이용한다.
| 1 | ■ 주오 본선 | 하행 | 시오지리 · 나가노 방면   |
| 2 | ■ 주오 본선 | 상행 | 나카쓰가와 · 나고야 방면 |

## 역 주변
- 국도 제19호선
- 기소강
- 나카센도 미야코노시 주쿠

## 역사
- 1910년 11월 25일 : 주오 토선이 야부하라 역까지 연신했던 때의 종착역으로서 개업. 여객 및 화물의 취급을 개시.
- 1911년 5월 1일 : 이 역부터 주오 사이선(당시) 기소후쿠시마역까지 노선이 연신해 도중역이 된다. 이것에 수반해 주오 토선과 주오 사이선이 연결했기 때문에, 신규 구간 개업을 포함했던 양 선을 주오 본선으로 개칭. 이 역도 주오 본선 소속이 된다.
- 1972년 11월 30일 : 화물의 취급을 폐지.
- 1987년 4월 1일 : 일본국유철도 분할 민영화에 의해, 도카이 여객철도의 역이 된다.

## 인접 역
| 도카이 여객철도 주오 본선       | 도카이 여객철도 주오 본선 | 도카이 여객철도 주오 본선     |
| ------------------------------- | ------------------------- | ----------------------------- |
| 야부하라 시오지리 · 나가노 방면 | ■ 주오 본선               | 하라노 나카쓰가와·나고야 방면 |